# Charlotte Becker
Charlotte Becker (* 19. Mai 1983 in Datteln) ist eine ehemalige deutsche Radrennfahrerin, die auf Straße und Bahn erfolgreich war.

## Sportliche Laufbahn
Seit 1991 ist Charlotte Becker im Radsport aktiv. Sowohl 2000 wie 2001 wurde sie Dritte in der Einerverfolgung bei Junioren-Bahn-Weltmeisterschaften. 2004 gewann sie den Titel einer Europameisterin (Nachwuchs) im Punktefahren; diesen Erfolg konnte sie 2005 wiederholen. 2008 wurde sie Deutsche Meisterin in der Einerverfolgung (Elite) sowie Zweite im Punktefahren. 2008 belegte sie bei der Bahn-WM in Manchester den dritten Platz in der Mannschaftsverfolgung gemeinsam mit Verena Jooß und Alexandra Sontheimer.
2006 wurde Charlotte Becker deutsche Meisterin im Einzelzeitfahren auf der Straße. U.a. konnte sie 2008 sowie 2010 das Straßenrennen Cologne Classic (2010 vor ihrer Schwester Christina) für sich entscheiden sowie die Gesamtwertung der Holland Ladies Tour (2008). 2009 wurde sie Dritte des Giro della Toscana. 2010 errang sie ihren ersten Weltcup-Sieg beim GP Ciudad da Valladolid vor Judith Arndt. Darüber hinaus wurde sie Deutsche Meisterin 2010 im Straßenrennen sowie in der Einerverfolgung bei der Deutschen Bahnmeisterschaft in Cottbus; im Punktefahren wurde sie Vize-Meisterin. Im August 2011 belegte sie Platz zwei in der Gesamtwertung des Trophée d’Or Féminin.
2012 errang Charlotte Becker gemeinsam mit ihrer Mannschaft von Specialized-lululemon (Amber Neben, Evelyn Stevens, Ina-Yoko Teutenberg, Ellen van Dijk und Trixi Worrack) bei den Straßen-Weltmeisterschaften in Limburg den WM-Titel im Mannschaftszeitfahren.
Im September 2014 kündigte Becker an, dass sie nach zwei Jahren Pause wieder auf der Bahn fahren werde. Ihr Ziel sei die Qualifikation für die Olympischen Spiele 2016 in Rio de Janeiro. Im Jahr darauf wurde sie deutsche Meisterin im Scratch.
Anfang Juli 2016 stürzte Charlotte Becker beim Giro d’Italia Femminile schwer und musste sich einer Schulteroperation unterziehen. Trotzdem konnte sie wenige Wochen später bei den Olympischen Spielen in Rio de Janeiro starten, wo sie gemeinsam mit Mieke Kröger, Stephanie Pohl und Gudrun Stock Platz neun in der Mannschaftsverfolgung belegte. Im Jahr 2018 gewann sie das zur UCI Women’s WorldTour 2018 gehörende Etappenrennen Tour of Chongming Island. Bei den Bahn-Europameisterschaften 2018 in Glasgow errang sie mit Lisa Brennauer, Gudrun Stock und Mieke Kröger die Bronzemedaille in der Mannschaftsverfolgung.
Im Juni 2022 bestritt Becker ihr letztes Rennen und trat anschließend vom Leistungsradsport zurück. In einem Interview gab sie an, ihr erstes Kind zu erwarten.

## Berufliches
Charlotte Becker ist seit 2001 Bundespolizistin in der Sportfördergruppe. 2021 wurde sie zur Polizeikommissarin befördert.

## Erfolge

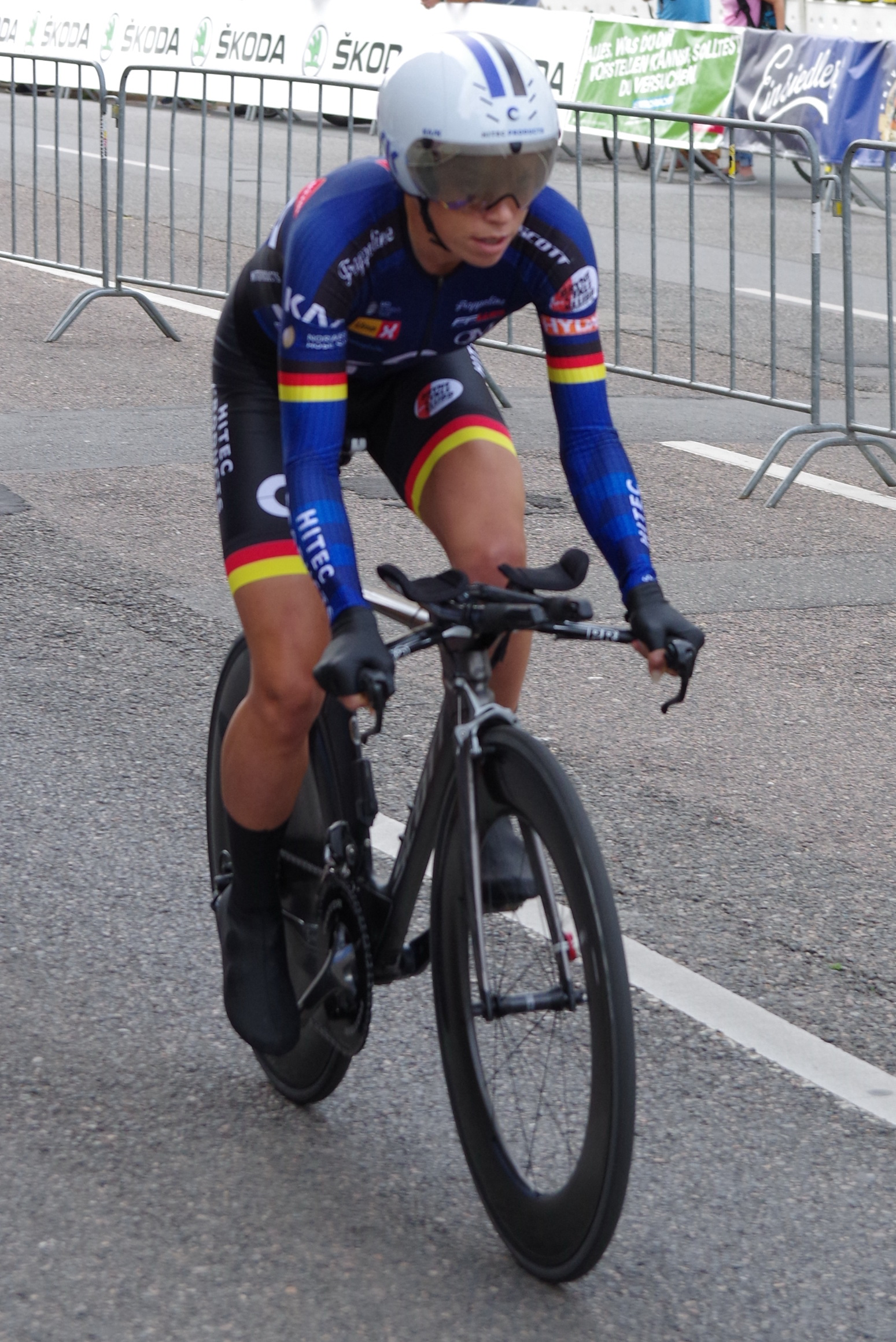
Becker beim Einzelzeitfahren der Deutschen Straßenradmeisterschaften 2017

### Straße
2006
- Deutsche Meisterin – Einzelzeitfahren

2008
- Gesamtwertung Holland Ladies Tour

2009
- Mannschaftszeitfahren Tour de l’Aude Cycliste Féminin
- eine Etappe Internationale Thüringen-Rundfahrt der Frauen
- Gesamtwertung und eine Etappe Albstadt-Frauen-Etappenrennen

2010
- GP Ciudad de Valladolid
- Mannschaftszeitfahren Open de Suède Vårgårda
- Deutsche Meisterin – Straßenrennen

2011
- Mannschaftszeitfahren Open de Suède Vårgårda
- eine Etappe und Mannschaftszeitfahren Trophée d’Or Féminin
- eine Etappe und Mannschaftszeitfahren Giro della Toscana Femminile

2012
- Weltmeisterin – Mannschaftszeitfahren
- Mannschaftszeitfahren Open de Suède Vårgårda
- Mannschaftszeitfahren Holland Ladies Tour

2014
- Gesamtwertung und eine Etappe Tour of Zhoushan Island

2016
- 947 Cycle Challenge

2017
- Gesamtwertung und eine Etappe Tour of Zhoushan Island
- Deutsche Meisterschaft – Straßenrennen

2018
- Gesamtwertung und eine Etappe Tour of Chongming Island
- eine Etappe Tour of Zhoushan Island

### Bahn
2000
- Junioren-Weltmeisterschaft – Einerverfolgung

2001
- Junioren-Weltmeisterschaft – Einerverfolgung

2004
- Europameisterin (U23) – Punktefahren

2005
- Europameisterin (U23) – Punktefahren

2008
- Bahnrad-Weltcup in Los Angeles – Scratch
- Deutsche Meisterin – Einerverfolgung

2011
- Europameisterschaft – Mannschaftsverfolgung (mit Lisa Brennauer und Madeleine Sandig)

2016
- Deutsche Meisterin – Punktefahren

2017
- Deutsche Meisterin – Omnium

2018
- Europameisterschaft – Mannschaftsverfolgung (mit Lisa Brennauer, Gudrun Stock und Mieke Kröger)
- Deutsche Meisterin – Scratch, Punktefahren, Mannschaftsverfolgung (mit Anna Knauer, Gudrun Stock und Vanessa Wolfram)